# Morti nel 713
| Questa pagina contiene informazioni ricavate automaticamente dalle voci biografiche con l'ausilio del template Bio e di un bot. L'aggiornamento è periodico e automatico e ricostruisce completamente la pagina. Se manca una persona in questa lista, sei pregato di non aggiungerla, ma accertati piuttosto che la sua voce biografica contenga il template Bio e che i dati anagrafici siano correttamente compilati. Se il template Bio manca, inseriscilo tu stesso o, in alternativa, metti l'avviso {{tmp\|Bio}} che ne segnala la mancanza. Se i dati riportati sono sbagliati, correggi direttamente la voce biografica; le modifiche saranno visibili in questa lista entro pochi giorni. Per chiarimenti vedi il progetto biografie. La lista contiene solo le 9 persone che sono citate nell'enciclopedia e per le quali è stato implementato correttamente il template Bio. Pagina aggiornata al 13 gen 2025. |

- 16 febbraio - Yìjìng, monaco buddista cinese (n. 635)
- 18 aprile - Ursmaro di Lobbes, vescovo e abate franco (n. 644)
- Ealdwulf dell'Anglia orientale, sovrano anglosassone
- Elfleda di Whitby, badessa e santa anglosassone (n. 654)
- Filippico Bardane, imperatore e generale bizantino
- Huìnéng, monaco buddista cinese (n. 638)
- Plechelmo, vescovo e missionario irlandese
- Sa'id ibn Jubayr (n. 665)
- Urwa ibn al-Zubayr, storico e giurista arabo (n. 643)